# MINDO
MINDO, ou Modified Intermediate Neglect of Differential Overlap (en français : négligence partielle modifiée du recouvrement différentiel), est une méthode semi-empirique pour le calcul quantique de la structure électronique moléculaire en chimie numérique. Elle est basée sur la méthode INDO (Intermediate Neglect of Differential Overlap) de John Pople. Elle a été développée par le groupe de Michael J. S. Dewar et était la méthode originale du programme MOPAC. La méthode devrait en fait être appelée MINDO/3. Elle a ensuite été remplacée par la méthode MNDO, qui à son tour a été remplacée par les méthodes PM3 (en) et AM1.